# Kinna
Kinna ist eine Kleinstadt in der schwedischen Provinz Västra Götalands län und der historischen Provinz Västergötland.
Kinna liegt etwa 28 Kilometer südlich von Borås und ist der Hauptort der Gemeinde Mark. Verkehrlich ist Kinna von der Viskadalsbanan erschlossen.